# Pézy
Pézy – miejscowość i gmina we Francji, w Regionie Centralnym-Dolina Loary, w departamencie Eure-et-Loir. W 2013 roku jej populacja wynosiła 246 mieszkańców. 
1 stycznia 2016 roku połączono dwie wcześniejsze gminy: Theuville oraz Pézy. Siedzibą gminy została miejscowość Theuville, a nowa gmina przyjęła jej nazwę. 